# Conférence de Carthage

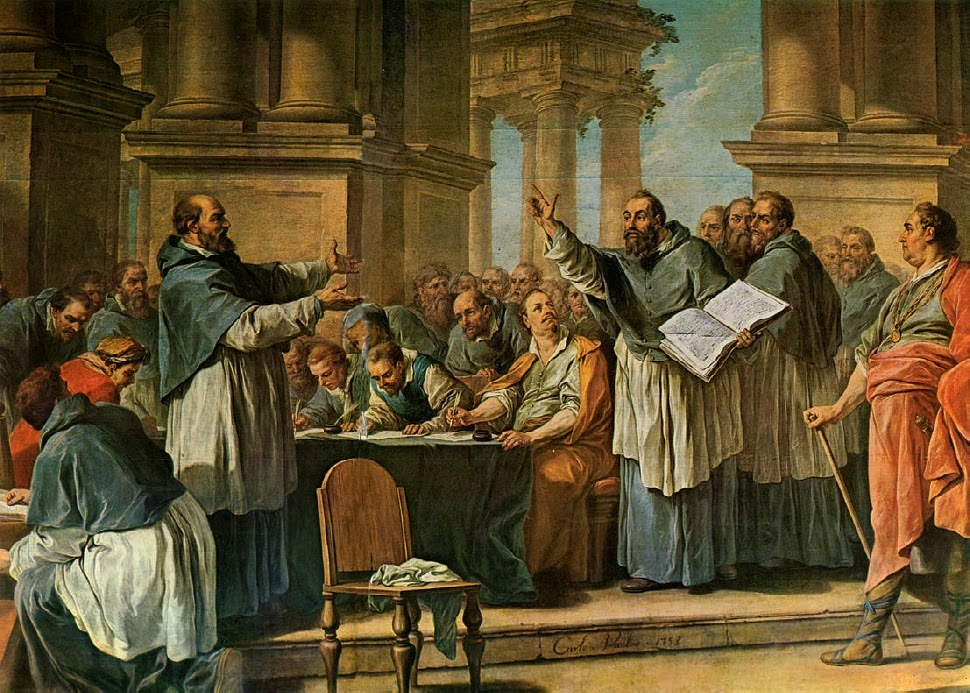
La Dispute de Saint Augustin contre les Donatistes, tableau de Charles André van Loo, 1753, basilique Notre-Dame-des-Victoires de Paris

La conférence de Carthage, en latin Conlatio Carthaginiensis, est le nom d'une réunion générale de représentants des Églises chrétiennes « catholique » et  « donatiste » de la province d'Afrique romaine, qui s'est déroulée en juin 411 en vue de régler les querelles opposant les deux partis dans la région depuis près d'un siècle.  
Elle se solde par la défaite du parti donatiste dont les membres sont contraints par l'empereur Honorius de rejoindre l'« unité catholique » sous peine de se voir infliger de dures sanctions, engageant la progressive disparition du donatisme en tant qu'Église organisée.  

## Déroulement
La tenue d'une conférence est ordonnée en octobre 410 par l'empereur Honorius qui, ouvertement favorable au parti de la Grande Église se déclarant universelle ou « catholique », entend confondre la « vaine erreur et le schisme » qu'il impute aux donatistes.  La conférence est convoquée en janvier 411 par le représentant de l'empereur, le tribun et notaire Flavius Marcellinus qui, bien qu'il soit lui-même catholique, montre des signes d'apaisement envers le parti donatiste quant à la neutralité de la tenue des débats.  
La réunion rassemble à Carthage, du 1er au 8 juin 411 aux thermes de Gargilius, 285 évêques donatistes, dirigés par Primianus, et 286 catholiques au nombre desquels Augustin d'Hippone, dirigés par Aurèle de Carthage. Au terme de débats qui montrent des donatistes fébriles, procéduriers et mal organisés, Marcellinus se range du côté de l'« unité catholique » et somme, par un décret d'application daté du 26 juin, les schismatiques de se soumettre, leur laissant la liberté de rentrer chez eux et de s'accorder avec les évêques de l'autre parti pour le partage des fonctions cléricales ; à défaut de quoi il leur est interdit de tenir leur culte et ils voient leurs basiliques confisquées. Les donatistes adressent un appel à l'Empereur qui confirme la sentence et en aggrave les dispositions.  
La conférence de Carthage marque ainsi la victoire de l'épiscopat catholique sur le clergé donatiste dont les membres, acculés par la multiplication des mesures coercitives que les autorités romaines prennent à leur encontre au fil des ans par différents édits — menaces d'amende, d'exil, de proscription, de déportation voire de peine capitale — chassés des villes et privés de leurs églises, se convertissent par intérêt voire résignation ou, pour les plus tenaces, se réfugient clandestinement dans les campagnes. Si le donatisme demeure vivace pendant plusieurs années encore, il est cependant progressivement « réduit à n'être plus qu'une petite Église du silence » dont les traces perdurent néanmoins jusqu'à la fin de l'Afrique chrétienne.  

### Recherche
- Jean-Marie Mayeur, Charles et Luce Pietri, André Vauchez, Marc Venard (dirs.), Histoire du christianisme, vol. 2 : Naissance d'une chrétienté (250-430), Paris, Desclée, 1995, 1092 p. (ISBN 2-7189-0632-4), chap. 3, III (« Les difficultés du nouveau système en Occident : la querelle Donatiste »), p. 445-451
- Claude Lepelley, Aspects de l'Afrique romaine : Les cités, la vie rurale, le Christianisme, Edipuglia, 2001, 462 p. (ISBN 978-88-7228-276-2), p. 345-375
- Pierre Maraval, Le christianisme de Constantin à la conquête arabe, Paris, Presses universitaires de France, coll. « Nouvelle Clio », 2006, 460 p. (ISBN 978-2-13-054883-6), « I, 3. La crise donatiste : Deux conceptions de l'Église », p. 297-312

### Sources premières
- Serge Lancel, Actes de la Conférence de Carthage en 411, t. I : Introduction générale, Cerf, coll. « Sources chrétiennes » (no 194), 1972, 384 p. (ISBN 978-2-204-03206-3, présentation en ligne)
- Serge Lancel (Traduction et commentaires), Actes de la Conférence de Carthage en 411, t. II : Texte et traduction de la Capitulation générale et des Actes de la première séance, Cerf, coll. « Sources chrétiennes » (no 195), 1976, 1634 p. (ISBN 978-2-204-03207-0, présentation en ligne)
- Serge Lancel (Traduction et commentaires), Actes de la Conférence de Carthage en 411, t. III : Texte et traduction des Actes de la deuxième et de la troisième séance, Cerf, coll. « Sources chrétiennes » (no 224), 1976 (ISBN 978-2-204-01005-4, présentation en ligne)
- Serge Lancel, Actes de la Conférence de Carthage en 411, t. IV : Additamentum criticum, notices sur les sièges et les toponymes, notes complémentaires et index, Cerf, coll. « Sources chrétiennes » (no 373), 1992, 400 p. (ISBN 978-2-204-04432-5, présentation en ligne)